# ملعب خوان رامون لوبريل
ملعب خوان رامون لوبريل هو ملعب متعدد الاستخدام يقع في مدينة بايامون البورتو ريكية . غالبا ما يتم استخدامه لمباريات كرة القدم . يسع الملعب لجلوس 12,500 متفرج . يعتبر الملعب الرسمي الذي يخوض فيه نادي بورتو ريكو آيلاندرز مبارياته . تم افتتاح الملعب في 1974 ثم تم تجديده في 2003 .